# جواد محمد العاملي
     لشخصية أخرى تحمل اسم جواد العاملي، طالع جواد العاملي (توضيح).
جواد بن محمد بن محمد بن حيدر بن إبراهيم بن أحمد بن قاسم الحسيني العاملي، صاحب مفتاح الكرامة.
عالم دين شيعي من جبل عامل، تميّز بكثرة إطّلاعه، ودقة مقاربته للقضايا الفقهية.
ينتهي نسبه إلى الحسين ذي الدمعة بن زيد ابن الإمام عليّ زين العابدين رابع أئمة الشيعة الإمامية.
له كتاب مشهور في الفقه الشيعي وهو مفتاح الكرامة في شرح قواعد العلامة.

## ولادته ونشأته
ولد في قرية شقراء من قرى جبل عامل في حدود سنة 1165 هجرية (1751 ميلادي).
(وقيل أنه ولد في عام1160 كما قيل عام 1164هجرية)

## أسرته

### أولاده
أعقب بولد واحد وهو محمد ومنه الذرية، وبنتا عمرت طويلا. وكان للسيد محمد ثلاثة أولاد هم:
1. حسن[5] حفيد صاحب مفتاح الكرامة، توفي عام 1301 هجرية. له ولد اسمه جواد بن حسن بن محمد بن جواد العاملي[6] (حفيد صاحب الترجمة) ولد بالنجف سنة 1282 وتوفي بالنجف في ذى القعدة سنة 1318، قرأ على الأخوند الخراساني، وله رسالة في أحوال والد جدّه أسماها (مرآة الفضل والاستقامة في أحوال مصنف مفتاح الكرامة).[7]
2. حسين
3. عباس: كان فاضلا أديبا لم يعقب.

### صهره
الشيخ زين العابدين الشهيدي: كان عاملا فقيها توفي في النجف عام 1200 هجرية، درس على بحر العلوم الشيخ جعفر كاشف الغطاء. 

### سبطه
الشيخ رضا بن زين العابدين بن بهاء الدين الشهيدي العاملي، من أسباط صاحب مفتاح الكرامة ومن تلامذته أيضا، درس على عبد الله شبّر، وله مصنفات منها شرحه على كتاب شرائع الإسلام.

### ابن عمه وشريك درسه
أبى الحسن بن حسين بن أبي الحسن بن موسى بن حيدر بن أحمد العاملي، خال محمد الهندي، والده حسين بن أبي الحسن كان تلميذ بحر العلوم ومفضّلا عنده على ابن عمه جواد صاحب مفتاح الكرامة. توفي 1230 وله كتاب المتاجر.

## دراسته
درس في بلدته مقدمات العلوم ثم هاجر إلى العراق للتحصيل، ونزل كربلاء. ومن اساتذته في جبل عامل:
1. عم أبيه أو ابن عمه أبو الحسن موسى (جد جد محسن الأمين).

### أساتذته في كربلاء
درس في كربلاء على:
1. صاحب الرياض.
2. الوحيد البهبهاني.

### أساتذته في النجف
وبعدها هاجر إلى النجف وفيها درس على كل من:
1. بحر العلوم وكتب تقرير درسه في الحديث.،وأجازه في الرواية.
2. وبعد وفاة بحر العلوم حضر على شيخ الطائفة الشيخ جعفر كاشف الغطاء.
3. المحقق القمي.
4. الشيخ حسين نجف.
5. الشيخ جعفر بن خضر الجناجي

## تلامذته
من أبرز تلامذته
1. علي محمد الأمين.
2. الشيخ محمد حسن النجفي صاحب الجواهر (صاحب كتاب جواهر الكلام وهو من الموسوعات الفقهية عند الشيعة الإمامية).
3. أحمد بن محمد الأمين[11]، والد كاظم الأمين.
4. باقر بن علي الأمين، ابن عم جواد العاملي، ومن تلامذته.[12]
5. الشيخ عيسى بن الشيخ حسين الشهير بالزاهد النجفي، من تلامذة جواد وله منه إجازة مبسوطة.[13]
6. الميرزا عبد الوهاب الشريف بن محمد علي القزويني تلميذ صاحبي الرياض ومفتاح الكرامة، له كتاب اجتماع الأمر والنهي وكتاب التجري وكتاب جحية الإجماع.[14]
7. الشيخ جواد بن محمد تقي بن محمد النجفي المعروف والملقب بملا كتاب الكردي، ابن الشيخ تقي ملا كتاب: له مؤلفات منها (الفقه الاستدلالي) وشرح على اللمعة في عشر أجزاء باسم (الأنوار الغروية)، وهو من تلامذة جواد العاملي والشيخ الحاج مولى علي ميرزا خليل[15]
8. الشيخ محسن الأعسم
9. صدر الدين محمد بن صالح بن محمد شرف الدين بن إبراهيم بن زين العابدين الموسوي العاملي المعركي الساكن بأصفهان
10. الآقا محمد علي بن الآقا محمد باقر الهزاز جريبي المازندراني النجفي
11. ولده محمد.

## سيرته
كان كثير الاشتغال بالبحوث العلمية حتى في أيام الأعياد وليالي القدر من شهر رمضان. وهو صاحب القول المشهور بأن أفضل أعمال ليلة القدر الاشتغال بطلب العلم.
كتب رسالة في وجوب الدفاع عن النجف أيام محاصرتها بين سنوات (1331 و 1336هـ).
وكان معروفاً بين العلماء في زمانه وحتى موته بالدقة والضبط وصفاء الذات، وكان يرجع إليه كبار العلماء لحل المسائل المشكلة، كما كان معروفا بالفراسة.
كانت له مكتبة غنية بكتب الفقه والحديث والرجال وغيرها حاوية لجميع كتب الفقه والحديث أو جلها للقدماء والمتأخرى ن كما يدل عليه نقله عنها في مفتاح الكرامة بغير واسطة وكلها كانت مخطوطة لأن فن الطباعة لم يكن قد انتشر يومئذ.

## مؤلفاته
له العديد من الكتب والرسائل منها:
1. مفتاح الكرامة في شرح قواعد العلامة(وهو أشهر كتبه)
2. كتاب شرح طهارة الوافي: وهو تقرير لدرس بحر العلوم.[16]
3. كتاب (أصالة البراءة).[17]
4. كتاب(تجويد القرآن): مرتب على 12 فصلا.[18]
5. حاشية على طهارة المدارك وهو تقرير درس الشيخ حسين نجف.
6. حاشية على تهذيب الأصول.
7. حاشية على مقدمة الواجب على المعالم.
8. حاشية على الروضة البهية في شرح اللمعة الدمشقية
9. حاشية على تجارة القواعد وهي من تقرير بحر العلوم.
10. حاشية على كتاب الدين وعلى كتاب الرهن من قواعد العلامة وهي تقريرات درس الشيخ جعفر كاشف الغطاء
11. رسالة في مسألة العصير العنبى والزبيبى وهي أيضا من تقرير درس الشيخ جعفر كاشف الغطاء.
12. رسالة في الرد على الإخبارية
13. رسالة في مسألة المواسعة والمضايقة كتبها بأمر صاحب الرياض.[19]
14. رسالة في الشك في الجزئية والشرطية.
15. رسالة في الغصب.[20]
16. رسالة في القضاء: يُحتمل نسبتها إلى جواد العاملي.[21]
17. رسالة في وجوب الذب عن النجف الاشرف قال محسن الأمين عند ترجمته انه كتبها ولم يكن عنده كتاب.[22]
18. رسالة في مسألة (المقيم إذا خرج عن محل الترخص بقصد العود).
19. رسالة في (القراءة).
20. رسالة في مناظرات: وهي مناظرات وقعت بين الشيخ جعفر كاشف الغطاء وبين  محسن البغدادي ومكاتبات بينهما في المسائل العلمية، جمعها محمد الجواد صاحب مفتاح الكرامة.[23]
21. منظومة في الرضاع ".[24]
22. منظومة في الخمس.[25]
23. منظومة في الزكاة ".[26]
24. منظومة في الفقه.[27]
25. شرح وافية التوني: وهو مبسوط في مجلدين.
26. تعليقات على كتاب الرجال لأستاذه بحر العلوم.[28]

## وفاته
تُوفّي عام 1226 هجرية (1811 ميلادي) بالنجف، ودُفن في بعض حجر الصحن الحيدري في الصف القبلي على يمين الخارج من باب القبلة والداخل من باب الفرج الغربي بوصية منه، وقبره هناك مشهور مزور.